# Songs of Faith and Devotion
Songs of Faith and Devotion je osmé studiové album Depeche Mode, vydané 22. března 1993 hudebním vydavatelstvím Mute Records. Toto je první (a prozatím poslední) experiment Depeche Mode s rockovou hudbou. Dosáhlo 1. místa v amerických i britských hudebních žebříčcích.
Po vydání tohoto alba začala atmosféra v kapele houstnout; zejména z důvodu těžké drogové závislosti Davea Gahana. Po skončení turné podporující toto album odešel ze skupiny Alan Wilder.

## Seznam skladeb
Všechny skladby složil Martin Gore.
| Pořadí | Název               | Délka |
| ------ | ------------------- | ----- |
| 1.     | I Feel You          | 4:35  |
| 2.     | Walking in My Shoes | 5:35  |
| 3.     | Condemnation        | 3:20  |
| 4.     | Mercy in You        | 4:17  |
| 5.     | Judas               | 5:14  |
| 6.     | In Your Room        | 6:26  |
| 7.     | Get Right with Me   | 3:32  |
| 8.     | Rush                | 4:37  |
| 9.     | One Caress          | 3:30  |
| 10.    | Higher Love         | 5:56  |

- Na konci „Get Right with Me“ je skryto „Interlude #4“, které je výňatkem remixu „I Feel You“ od Briana Eno. Často se používá k uvedení skladby, když je hrána naživo. Toto je poslední skrytá krátká skladba. Ty se vyskytují i na pozdějších albech Depeche Mode, mají ale již vlastní stopu a jsou na seznamu skladeb.

## Singly
1. „I Feel You“ (15. února 1993)
2. „Walking in My Shoes“ (26. dubna 1993)
3. „Condemnation“ (13. září 1993)
4. „In Your Room“ (10. ledna 1994)

## Účast na albu
- Depeche Mode:
  - Dave Gahan
  - Andrew Fletcher
  - Martin Gore
  - Alan Wilder
- Grafika, fotografie, obal: Anton Corbijn.
- Vydavatelství: Sire Records

## Drobnosti
- Coververzi skladby „I Feel You“ nahrála v roce 1996 polská deathmetalová kapela Vader pro své album Future of the Past. Skladba má však oproti originálu pozměněný, satanisticky laděný text[1].
- Songs of Faith and Devotion je jediné studiové album, které zobrazuje členy skupiny na obalu.